# Ratzeburger SV
Der Ratzeburger SV (offiziell: Ratzeburger Sportverein von 1862 e. V.) ist ein Sportverein aus Ratzeburg im schleswig-holsteinischen Kreis Herzogtum Lauenburg. Die erste Fußballmannschaft der Frauen nahm zweimal am DFB-Pokal teil. Die erste Handballmannschaft der Männer nahm einmal am DHB-Pokal teil.

## Geschichte
Der Verein wurde im Jahre 1862 gegründet und vereinigte sich später mit dem im Jahre 1908 gegründeten Fußballverein Germania Ratzeburg. Neben Fußball und Handball bietet der Verein auch Badminton, Basketball, Bewegungssport, Fitness, Gymnastik, Karate, Kickboxen, Kegeln, Koronarsport, Leichtathletik, Schwimmen, Sportabzeichen, Theater, Tischtennis, Triathlon, Turnen, Volleyball und Spielmannszug an.

### Frauenfußball
Die Fußballerinnen des Ratzeburger SV stiegen 1996 in die Verbandsliga Schleswig-Holstein und vier Jahre später in die Regionalliga Nord auf.  Im Jahre 2001 gewann die Mannschaft den SHFV-Pokal und qualifizierte sich damit für den DFB-Pokal. In der ersten Runde traf die Mannschaft auf den WSV Wolfsburg und verlor mit 0:5. Ein Jahr später stieg die Mannschaft aus der Regionalliga ab. Von 2006 bis 2008 wurden die Ratzeburgerinnen dreimal in Folge schleswig-holsteinischer Meister, scheiterte jedoch jedes Mal in der Aufstiegsrunde. Drei Jahre später stieg der RSV in die Verbandsliga ab und schaffte den direkten Wiederaufstieg. Seit dem erneuten Abstieg im Jahre 2013 spielen die Ratzeburgerinnen in der Verbandsliga.

### Männerfußball
Die Männermannschaft spielte seit 1950 in der 2. Amateurliga Süd und wurden dort 1961 Meister. In der Aufstiegsrunde zur Amateurliga Schleswig-Holstein scheiterte der RSV am TSV Schlutup. Ein Jahr später wurde gegen Frisia Husum der Sprung in die höchste Amateurliga verpasst. Zwischenzeitlich rutschte die Mannschaft auf Kreisebene zurück, ehe der Verein in den 1970er und 1980er Jahren zwischen Bezirks- und Kreisliga pendelte. 1998 stiegen die Ratzeburger wieder in die Bezirksliga auf und qualifizierten sich ein Jahr später für die neu geschaffene Bezirksoberliga Süd. 
Dort wurde die Mannschaft im Jahre 2002 Meister, scheiterte aber in der Aufstiegsrunde am BSC Brunsbüttel. Zwei Abstiege in Folge ließen die Mannschaft 2006 in die Kreisliga Lauenburg/Lübeck und 2008 in die Kreisklasse A abrutschen. Ein Jahr später kehrte man gegen den SV Fortuna St. Jürgen in der Aufstiegsrunde zurück in die Kreisliga. 2013 wurde die Mannschaft Vizekreismeister in der Kreisliga Herzogtum Lauenburg, scheiterte aber in der Aufstiegsrunde zur Verbandsliga an Preußen Reinfeld. In der Saison 2016/17 gelang als Tabellenvierter der Kreisliga Stormarn/Lauenburg unter Trainer Nico Gamon der Aufstieg in die Verbandsliga Süd. Zwölf Monate später stieg die Mannschaft unter Marc Fischer wieder ab. Im Sommer 2022 kehrte die 1. Herren des RSV unter Cheftrainer Jan Weluda in die Verbandsliga Süd-Ost zurück. In der darauf folgenden Saison gelang unter Trainer Denny Skwierczynski der Durchmarsch in die Landesliga Holstein und damit die Rückkehr in die zweithöchste Amateurspielklasse Schleswig-Holsteins nach dem Bezirksoberliga-Abstieg in der Saison 2004/2005. 

### Handball
Die Handballer des Ratzeburger SV qualifizierten sich im Jahre 2002 für den DHB-Pokal und scheiterten in der ersten Runde am VfL Lichtenrade. Ein Jahr später stieg die Mannschaft in die Oberliga Schleswig-Holstein auf und musste im Jahr 2007 aus dieser absteigen. Ein Jahr später bildeten die Ratzeburger Handballer mit denen des Möllner SV und des TSV Berkenthin die Spielgemeinschaft HSG Tills Löwen 08, deren Männermannschaft von 2012 bis 2016 in der Schleswig-Holstein-Liga antrat. Seit der Saison 2016/17 gehört die Damenmannschaft der Schleswig-Holstein-Liga an.

### Leichtathletik
Christa Dieckvoß wurde im Jahre 1959 deutsche Meisterin im Speerwurf.

## Persönlichkeiten
- Thees Glabisch
- Wolfgang Stolz